# مشكلة جيدة (مسلسل تلفزيوني)
مشكلة جيدة هو مسلسل تلفزيوني درامي أمريكي. هو عرض فرعي من مسلسل ذا فوسترز . بدأ مشكلة جيدة بموسم أول من ثلاثة عشر حلقة وتتبع كالي آدمز فوستر ( مايا ميتشل ) وماريانا آدامز فوستر ( سييرا راميريز ).

## حبكة المسلسل
تقع أحداث المسلسل بعد سنوات قليلة من أحداث مسلسل ذا فوسترز ، ينتقل الأخوان كالي ومارينا آدامز فوستر إلى لوس أنجلوس لبدء المرحلة التالية من حياتهم. أثناء انتقالهم إلى مبنى سكني مشترك يسمى The Coterie ، تصبح كالي كاتبة قانونية تعمل لدى القاضي ويلسون بينما تصبح ماريانا مهندسة برمجيات . يتنقل الاثنان في حياتهم اليافعة بينما يتفاعلون مع جيرانهم والأشخاص الذين يصادقونهم.

## طاقم التمثيل

### الأساسي
- مايا ميتشل في دور كالي آدامز فوستر ، [1] [2] تخرجت حديثًا من كلية الحقوق بجامعة كاليفورنيا في سان فرانسيسكو، أخت ماريانا بالتبني وتعمل كاتبة قانونية للقاضي ويلسون
- سييرا راميريز بدور ماريانا آدمز فوستر ، مهندسة برمجيات وأخت كالي بالتبني والتي تخرجت مؤخرًا من معهد ماساتشوستس للتكنولوجيا
- زوري أديل بدور مليكا ويليامز ، النادلة والناشطة السياسية التي تعيش مع كالي وماريانا
- شيري كولا بدور أليس كوان ، مديرة مبنى شقق زمرة
- تومي مارتينيز بدور جايل مارتينيز ، [3] مصمم جرافيك وفنان يقع في حب كالي
- روجر بارت في دور القاضي كيرتس ويلسون ، قاضي محافظ تعمل كالي كاتبة (الموسم 1-2)
- إيما هونتون بدور دافيا بوهيم [4] [5] مؤثر إيجابي للجسم ومعلم (الموسم 2 ، الموسم المتكرر 1) [6]
- جوش بنس في دور دينيس كوبر [7] (الموسم 2 ، الموسم المتكرر 1)
- بو ميرشوف في دور جيمي هانتر ، [8] محامي وصديق كالي المتكرر مرة أخرى (الموسم 3 ، الموسم المتكرر 1-2) [9]

## روابط خارجية
- مشكلة جيدة  على قاعدة بيانات الأفلام على الإنترنت (بالإنجليزية).